# Copa da AFC de 2013
A Copa da AFC de 2013 foi a 10ª edição da Copa da AFC, disputada por clubes dos países que fazem parte da AFC.

## Fase de qualificação
O sorteio para fase de qualificação ocorreu no dia 6 de dezembro de 2012 em Kuala Lumpur na Malásia.

### Ásia Ocidental
| 9 de fevereiro | Al-Wahda                        | 3 – 5     | Al-Ahli Taizz                                                               | Estádio Príncipe Mohammed, Zarqa (Jordânia)    |
| 14:00 (UTC+3)  | Khrebin 18', 90+1' · Al Haj 86' | Relatório | Al-Merghmi 7' · Al-Hubaishi 31' (pen.), 78' · Mahdi 55' (pen.) · Dongue 81' | Público: 150 Árbitro: IRN Saeid Mozaffarizadeh |

### Ásia Oriental
Devido a desistência do Al-Muharraq após o sorteio, a equipe do Regar-TadAZ que enfrentaria o vencedor do confronto da Ásia ocidental para um vaga na fase de grupos foi colocado diretamente no Grupo A, enquanto o vencedor de Al-Wahda e Al-Ahli Taizz será colocado no Grupo B.

## Fase de Grupos

### Grupo A
| Time        | Pts | J | V | E | D | GP | GC | SD  |
| ----------- | --- | - | - | - | - | -- | -- | --- |
| Kuwait SC   | 12  | 6 | 4 | 0 | 2 | 15 | 6  | +9  |
| Al-Riffa    | 10  | 6 | 3 | 1 | 2 | 9  | 6  | +3  |
| Safa        | 10  | 6 | 3 | 1 | 2 | 7  | 8  | –1  |
| Regar-TadAZ | 2   | 6 | 0 | 2 | 4 | 5  | 16 | –11 |

|             | SAF | KUW | RIF | REG |
| ----------- | --- | --- | --- | --- |
| Safa        |     | 1−0 | 1−0 | 1–1 |
| Kuwait SC   | 3–1 |     | 2−3 | 5−0 |
| Al-Riffa    | 2–0 | 0–2 |     | 1−1 |
| Regar-TadAZ | 2−3 | 1–3 | 0–3 |     |

### Grupo B
| Time          | Pts | J | V | E | D | GP | GC | SD  |
| ------------- | --- | - | - | - | - | -- | -- | --- |
| Arbil         | 18  | 6 | 6 | 0 | 0 | 17 | 0  | +17 |
| Fanja         | 10  | 6 | 3 | 1 | 2 | 9  | 6  | +3  |
| Al-Ansar      | 7   | 6 | 2 | 1 | 3 | 7  | 9  | –2  |
| Al-Ahli Taizz | 0   | 6 | 0 | 0 | 6 | 2  | 20 | –18 |

|               | ARB | ANS | FAN | AHL |
| ------------- | --- | --- | --- | --- |
| Arbil         |     | 2−0 | 1−0 | 4–0 |
| Al-Ansar      | 0–2 |     | 0−0 | 5−1 |
| Fanja         | 0–4 | 4–0 |     | 3−1 |
| Al-Ahli Taizz | 0−4 | 0–2 | 0–2 |     |

### Grupo C
| Time         | Pts | J | V | E | D | GP | GC | SD |
| ------------ | --- | - | - | - | - | -- | -- | -- |
| Al-Faisaly   | 13  | 6 | 4 | 1 | 1 | 9  | 5  | +4 |
| Dohuk        | 12  | 6 | 4 | 0 | 2 | 14 | 6  | +8 |
| Dhofar       | 10  | 6 | 3 | 1 | 2 | 8  | 12 | –4 |
| Al-Shaab Ibb | 0   | 6 | 0 | 0 | 6 | 3  | 11 | –8 |

|              | FAI | DOH | SHA | DHO |
| ------------ | --- | --- | --- | --- |
| Al-Faisaly   |     | 1−0 | 2−1 | 2–3 |
| Dohuk        | 0–1 |     | 2−1 | 6−1 |
| Al-Shaab Ibb | 0–2 | 1–3 |     | 0−1 |
| Dhofar       | 1−1 | 1–3 | 1–0 |     |

### Grupo D
| Time          | Pts | J | V | E | D | GP | GC | SD  |
| ------------- | --- | - | - | - | - | -- | -- | --- |
| Al-Qadsia     | 13  | 6 | 4 | 1 | 1 | 13 | 4  | +9  |
| Al-Shorta     | 12  | 6 | 4 | 0 | 2 | 8  | 5  | +3  |
| Al-Ramtha     | 10  | 6 | 3 | 1 | 2 | 10 | 7  | +3  |
| Ravshan Kulob | 0   | 6 | 0 | 0 | 6 | 2  | 17 | –15 |

|               | QAD | RAM | RAV | SHO |
| ------------- | --- | --- | --- | --- |
| Al-Qadsia     |     | 2−2 | 3−0 | 0–1 |
| Al-Ramtha     | 0–3 |     | 5−0 | 1−2 |
| Ravshan Kulob | 1–3 | 0–1 |     | 1−3 |
| Al-Shorta     | 0−2 | 0–1 | 2–0 |     |

### Grupo E
| Time                   | Pts | J | V | E | D | GP | GC | SD  |
| ---------------------- | --- | - | - | - | - | -- | -- | --- |
| Semen Padang           | 16  | 6 | 5 | 1 | 0 | 15 | 6  | +9  |
| Kitchee                | 12  | 6 | 4 | 0 | 2 | 18 | 7  | +11 |
| Churchill Brothers     | 3   | 6 | 1 | 1 | 4 | 6  | 13 | –7  |
| Singapore Armed Forces | 3   | 6 | 1 | 0 | 5 | 4  | 17 | –13 |

|                        | KIT | SAF | PAD | CHB |
| ---------------------- | --- | --- | --- | --- |
| Kitchee                |     | 5−0 | 1−2 | 3–0 |
| Singapore Armed Forces | 2–4 |     | 0−2 | 1−0 |
| Semen Padang           | 3–1 | 3–1 |     | 3−1 |
| Churchill Brothers     | 0−4 | 3–0 | 2–2 |     |

### Grupo F
| Time               | Pts | J | V | E | D | GP | GC | SD  |
| ------------------ | --- | - | - | - | - | -- | -- | --- |
| New Radiant        | 15  | 6 | 5 | 0 | 1 | 20 | 4  | +16 |
| Yangon United      | 15  | 6 | 5 | 0 | 1 | 18 | 5  | +13 |
| Sun Hei            | 4   | 6 | 1 | 1 | 4 | 12 | 12 | 0   |
| Persibo Bojonegoro | 1   | 6 | 0 | 1 | 5 | 5  | 34 | –29 |

|                    | YAN | SH  | NRA | PSB |
| ------------------ | --- | --- | --- | --- |
| Yangon United      |     | 2−0 | 2−0 | 3–0 |
| Sun Hei            | 1–3 |     | 0−3 | 8−0 |
| New Radiant        | 3–1 | 1–0 |     | 6−1 |
| Persibo Bojonegoro | 1−7 | 3–3 | 0–7 |     |

### Grupo G
| Time             | Pts | J | V | E | D | GP | GC | SD |
| ---------------- | --- | - | - | - | - | -- | -- | -- |
| Kelantan         | 13  | 6 | 4 | 1 | 1 | 14 | 9  | +5 |
| Ðà Nẵng          | 12  | 6 | 4 | 0 | 2 | 11 | 12 | –1 |
| Maziya           | 7   | 6 | 2 | 1 | 3 | 13 | 12 | +1 |
| Ayeyawady United | 3   | 6 | 1 | 0 | 5 | 9  | 14 | –5 |

|                  | KEL | AYE | DN  | MAZ |
| ---------------- | --- | --- | --- | --- |
| Kelantan         |     | 3−1 | 5−0 | 1–1 |
| Ayeyawady United | 1–3 |     | 2−3 | 3−0 |
| Ðà Nẵng          | 0–1 | 2–1 |     | 3−1 |
| Maziya           | 6−1 | 3–1 | 2–3 |     |

### Grupo H
| Time               | Pts | J | V | E | D | GP | GC | SD |
| ------------------ | --- | - | - | - | - | -- | -- | -- |
| East Bengal FC     | 14  | 6 | 4 | 2 | 0 | 13 | 6  | +7 |
| Selangor           | 8   | 6 | 2 | 2 | 2 | 12 | 11 | +1 |
| Xuân Thành Sài Gòn | 8   | 6 | 2 | 2 | 2 | 9  | 12 | –3 |
| Tampines Rovers    | 2   | 6 | 0 | 2 | 4 | 12 | 17 | –5 |

|                    | TPR | SEL | East Bengal FC | SXT |
| ------------------ | --- | --- | -------------- | --- |
| Tampines Rovers    |     | 2−3 | 2−4            | 2–3 |
| Selangor           | 3–3 |     | 2−2            | 3−1 |
| East Bengal FC     | 2–1 | 1–0 |                | 4−1 |
| Xuân Thành Sài Gòn | 2−2 | 2–1 | 0–0            |     |

## Fase final
A partir das quartas-de-final as partidas foram disputadas em partidas de ida e volta. Somente as oitavas-de-final foram disputadas em partida única.

### Equipes classificadas
| Grupo | Vencedores     | Segundos lugares |
| ----- | -------------- | ---------------- |
| A     | Kuwait SC      | Al-Riffa         |
| B     | Arbil          | Fanja            |
| C     | Al-Faisaly     | Dohuk            |
| D     | Al-Qadsia      | Al-Shorta        |
| E     | Semen Padang   | Kitchee          |
| F     | New Radiant    | Yangon United    |
| G     | Kelantan       | Ðà Nẵng          |
| H     | East Bengal FC | Selangor         |

### Oitavas-de-final
| Equipe 1       | Resultado         | Equipe 2      |
| -------------- | ----------------- | ------------- |
| Kuwait SC      | 1–1 (pro) (4–1 p) | Dohuk         |
| Al-Faisaly     | 3–1               | Al-Riffa      |
| Arbil          | 3–4 (pro)         | Al-Shorta     |
| Al-Qadsia      | 4–0               | Fanja         |
| Semen Padang   | 2–1               | Ðà Nẵng       |
| Kelantan       | 0–2               | Kitchee       |
| New Radiant    | 2–0 (pro)         | Selangor      |
| East Bengal FC | 5–1               | Yangon United |

### Quartas-de-final
O sorteio para este fase ocorreu em 20 de junho de 2013.
| Equipe 1       | Total      | Equipe 2     | 1.º jogo | 2.º jogo |
| -------------- | ---------- | ------------ | -------- | -------- |
| Al-Qadsia      | 2–2 (g.f.) | Al-Shorta    | 0–0      | 2–2      |
| Kitchee        | 2–4        | Al-Faisaly   | 1–2      | 1–2      |
| New Radiant    | 2–12       | Al-Kuwait    | 2–7      | 0–5      |
| East Bengal FC | 2–1        | Semen Padang | 1–0      | 1–1      |

### Semifinais
| Equipe 1  | Total | Equipe 2       | 1.º jogo | 2.º jogo |
| --------- | ----- | -------------- | -------- | -------- |
| Al-Qadsia | 3–1   | Al-Faisaly     | 2–1      | 1–0      |
| Al-Kuwait | 7–2   | East Bengal FC | 4–2      | 3–0      |

### Final
| Equipe 1  | Resultado | Equipe 2  |
| --------- | --------- | --------- |
| Al-Qadsia | 0–2       | Al-Kuwait |

## Premiação
| Copa da AFC de 2013           |
| Kuwait                        |
| ----------------------------- |
| Al Kuwait Campeão (3º título) |